# NGC 7579
NGC 7579 је галаксија у сазвежђу Пегаз која се налази на NGC листи објеката дубоког неба.
Деклинација објекта је + 9° 26' 2" а ректасцензија 23h 17m 38,8s. Привидна величина (магнитуда) објекта NGC 7579 износи 14,1 а фотографска магнитуда 15,1. NGC 7579 је још познат и под ознакама MCG 1-59-31, CGCG 406-46, NPM1G +09.0599, PGC 70964.